# 國家電力公司

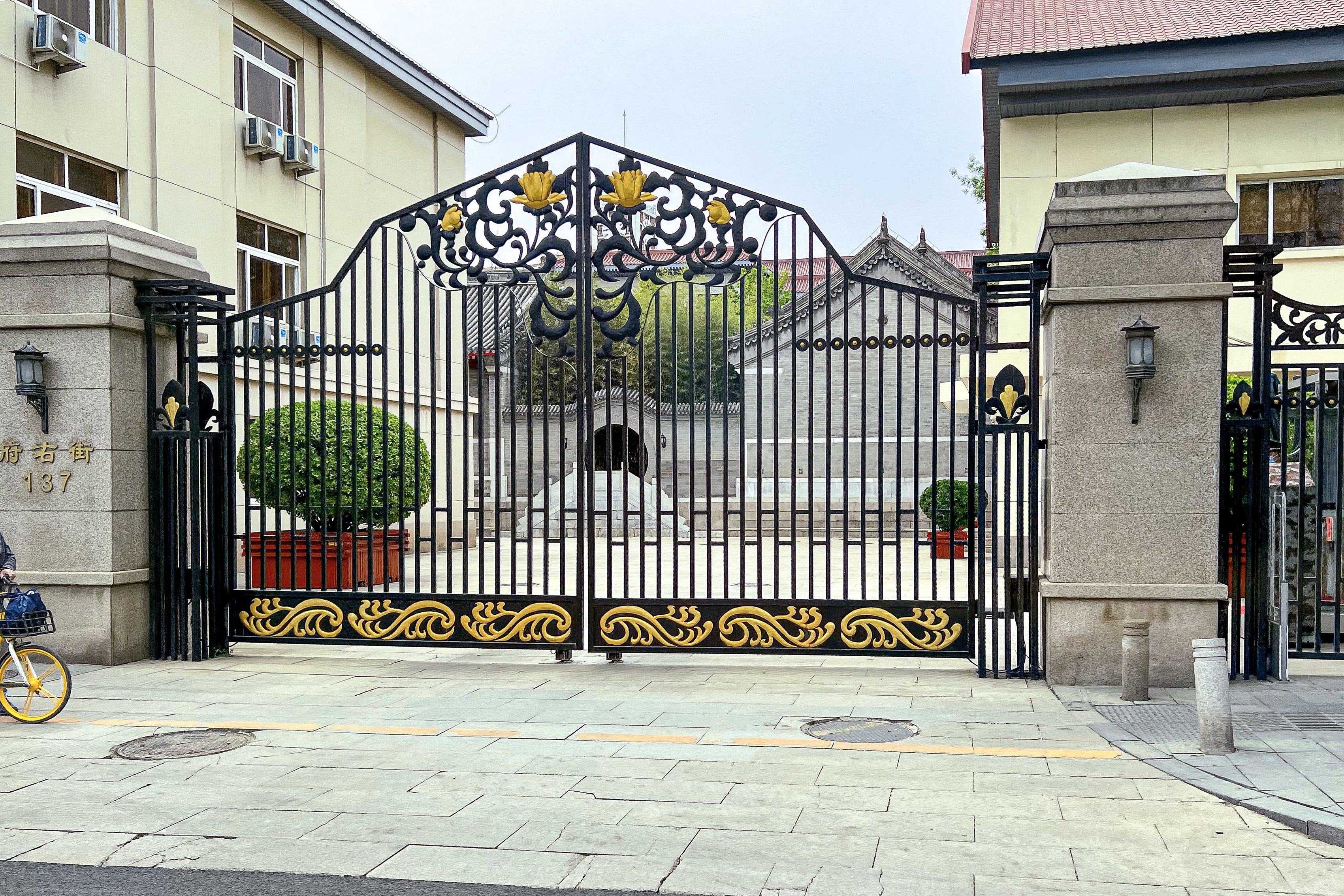
原国家电力公司的办公地点为府右街137号

国家电力公司是一个曾负责管理中国大陆电网和发电厂的公司，於1997年成立，2002年12月29日拆分重组成11家公司，2003年6月30日起彻底停止运作。

## 历史沿革
1996年，国务院决定组建国家电力公司。
2002年2月，中华人民共和国国务院批准了《电力体制改革方案》，将原国家电力公司管理的资产根据其属于发电还是电网业务来划分，并进行资产重组，成立了国家电网、南方电网两个公司。南方电网负责广东、海南、云南、贵州、广西区域的电网业务，国家电网则负责其他区域的电网业务。各发电厂被划归新成立的国电、中电投、华电、华能、大唐所有。新成立了中国电力工程顾问集团公司、中国水电工程顾问集团公司（中国电力建设集团有限公司旗下）、中国水利水电建设集团公司（中国电力建设集团有限公司旗下）和中国葛洲坝集团公司4家集团公司。并建立了国家电力监管委员会作为监督单位。

## 股權投資
- 中国电力财务有限公司 （46.57%；只計直接持股）[12]
- 云南澜沧江水电开发 （27.00%；只計直接持股；2002年數據）[13]
- 中國廣東核電集團 （10%）

## 子公司
- 云电集团 （2002年數據）[13]
- 山东电力公司[1]
- 四川电力公司[1]
- 福建电力公司[1]
- 广西电力公司[1]
- 贵州电力公司[1]
- 东北电力集团[1]
- 华北电力集团[1]
- 华中电力集团[1]
- 华东电力集团[1]
- 西北电力集团[1]
- 葛洲坝集团[1]